# Gymnothorax ocellatus
Gymnothorax ocellatus es una especie de pez de la familia de los morénidas en el orden de los Anguilliformes.

## Morfología
Los machos pueden llegar a alcanzar los 90 cm de longitud total.

## Distribución geográfica
Se encuentra en las Grandes Antillas, incluyendo la costa de Centroamérica desde Nicaragua hasta el norte de Sudamérica.